# Endsilbenreim
Als Endsilbenreim bezeichnet man in der Verslehre eine Form des Reims, bei der im Gegensatz zum gewöhnlichen Reim, bei dem eine lautliche Übereinstimmung ab der letzten betonten Silbe besteht (Stammsilbenreim), nur in der letzten (unbetonten) Silbe übereinstimmt.

„Nû denchent, wîb unde man,

war ir sulint werdan.“

„Nun denkt, Frau und Mann

was aus euch soll werden.“

Stehen am Versende zwei unbetonte Silben (klingende Kadenz), so kann sich der Endsilbenreim auf beide beziehen.
Stimmt auch der vorangehende Konsonant überein, so spricht man von einem gestützten Endsilbenreim. Beispiele: ziti – noti; Hagene – degene (Nibelungenlied).
Das Althochdeutsche kannte noch volle Endsilbenvokale (zum Beispiel bena „Beine“ oder bluoda „Blute“), ein Reim unbetonter oder nebentoniger Endsilben war daher vollwertig, nach Abschwächung der Endsilbenvokale zum Schwa ([⁠ə⁠]) im Frühmittelhochdeutschen wurde das jedoch nicht mehr hinreichend empfunden, der Endsilbenreim wird daher selten. Nicht abgeschwächte Vokale am Versende werden aber weiterhin gereimt:

„… und was im sîn gevidere alrôt guldîn.

Got sende si zesamene, die geliep wellen gerne sîn.“